# 罗克拉皮兹
罗克拉皮兹（Rock Rapids）是美国艾奥瓦州莱昂县的城市，是莱昂县的县城。美国2010年人口普查的人口为2,549人，比2000年人口普查的2,573人少。

## 历史
一个名叫Rock Rapids的邮局自1871年开始运作。这座城市以岩石河上的瀑布命名。